# Kuchnia Polowa
Kuchnia Polowa – program muzyczno-kulinarny nadawany w stacji telewizyjnej Polo TV, którego realizatorką, pomysłodawczynią, prowadząca, scenografką oraz scenarzystką jest Elwira Mejk. Program nadawany w latach 2013-2015 (oraz powtarzany w 2018 i 2019 roku). Premierowy odcinek ukazywał się raz w tygodniu. Program liczy 3 sezony, na które łącznie składa się 41 odcinków. Audycja zawierała w swym scenariuszu udział gościa muzycznego, który miał za zadanie przedstawić swe umiejętności kulinarne, przyrządzając swoje danie pokazowe. Uczestnicy otrzymywali również kulinarne zadania do realizacji na żywo. Każdy z nich na pamiątkę otrzymywał fartuchy z logo programu. 
Wśród zaproszonych gości byli: Radek Liszewski, Marcin Miller, Robert Klatt, Mariusz Winnicki, Czadomen, Skaner, Piękni i Młodzi, Mig, After Party, Power Play, oraz wielu innych. 
Wszystkie odcinki realizowane były w domu i ogrodzie Elwiry Mejk.